# Castillo de Busot
Castillo de Busot är ett slott i Spanien.   Det ligger i provinsen Provincia de Alicante och regionen Valencia, i den sydöstra delen av landet, 400 km sydost om huvudstaden Madrid. Castillo de Busot ligger 330 meter över havet.
Terrängen runt Castillo de Busot är kuperad åt nordost, men åt sydväst är den platt. Terrängen runt Castillo de Busot sluttar söderut.  Närmaste större samhälle är Alicante, 16,5 km söder om Castillo de Busot. Trakten runt Castillo de Busot består i huvudsak av gräsmarker.